# 1988 au Canada
Pour un article plus général, voir Chronologie du Canada.
Cet article traite des événements qui se sont produits durant l'année 1988 au Canada.

## Événements

### Février
- Du 13 au 28 février : jeux olympiques d'hiver de 1988 à Calgary.

### Avril
- 30 avril : La chanteuse québécoise Céline Dion, représentante de la Suisse, remporte l'Eurovision de 1988 à Dublin en Irlande[1].

### Juillet
- 1er juillet : Fondation de Passport, constructeur automobile canadien affilié à General Motors.
- 16 juillet : Mariage du joueur de hockey Wayne Gretzky et de l'actrice américaine Janet Jones à la basilique-cathédrale Saint-Joseph d'Edmonton[2]. L'événement également est décrit comme un "mariage royal" à cause de l'importante foule qui s'est déplacée pour cette occasion.
- 19 au 21 juillet : Sommet du G7 au palais des congrès du Toronto métropolitain à Toronto
- 27 au 31 juillet : Championnats du monde juniors d'athlétisme à l'Université Laurentienne de Sudbury

### Novembre
- 21 novembre : élection fédérale canadienne

## À surveiller
- Première représentation du spectacle La Fabuleuse histoire d'un royaume au Saguenay–Lac-Saint-Jean.
- Championnat du monde de Scrabble classique à Québec
- Lancement d'Alex par Bell Canada, un service électronique d'information et de transactions fortement influencé par le système français Minitel[3].
- Deuxième Défi mondial des moins de 17 ans de hockey à Québec

## Naissances
- 12 janvier : Claude Giroux, joueur de hockey sur glace.
- 29 avril : Jonathan Toews, joueur de hockey sur glace.
- 5 mai : Skye Sweetnam, chanteuse.
- 11 mai : Brad Marchand, joueur de hockey sur glace.
- 18 mai : Ryan Cooley, acteur.
- 7 juin : Michael Cera, acteur.
- 12 juillet : Melissa O'Neil, chanteuse.

## Décès
- 2 février : Louis-Marie Régis, personnalité religieuse.
- 20 mars : Gil Evans, homme de musique.
- 9 juillet : Richard Spink Bowles, lieutenant-gouverneur du Manitoba.
- 8 août : Félix Leclerc, chanteur.
- 28 août : Jean Marchand, syndicaliste et politicien.
- 9 novembre : David William Bauer, prêtre et entraîneur de hockey sur glace.